# Łomnickie Oko
Łomnickie Oko (słow. Skalnaté oko) – mały stawek znajdujący się na wysokości ok. 1770 m n.p.m. w Dolinie Łomnickiej, w słowackich Tatrach Wysokich. Stawek nie jest dokładnie pomierzony.
Łomnickie Oko leży u stóp Łomnickiej Grani, w dolnych partiach Pustego Pola, nieco na południowy zachód od Łomnickiego Stawu. Stawek otoczony jest polem piargów opadających spod Łomnickiej Grani. Nie prowadzą do niego żadne znakowane szlaki turystyczne. W odległości ok. 300 m na wschód od niego przebiega odcinek czerwono znakowanej Magistrali Tatrzańskiej.